# برین‌یاک (کمیک)
برینیاک (به انگلیسی: Brainiac) یک شخصیت خیالی ابرشرور در کتاب‌های کامیک آمریکایی منتشر شده توسط دی‌سی کامیکس است که اغلب به عنوان دشمن سوپرمن و تیم لیگ عدالت تصویر می‌شود. شخصیت برینیاک توسط اتو بایندر و آل پلاستینو خلق شده‌است که برای اولین بار در شمارهٔ ۲۴۲ اکشن کامیکس (ژوئیه ۱۹۵۸) حضور پیدا کرد. او مخلوقی تکنو-ارگانیک با هوشی باورنکردنی در سطح دوازدهم (تمام نسل بشر تنها دارای هوشی در سطح ۱ تا ۸ می‌باشند) و فناوری ابر پیشرفته است. به نظر می‌رسد نام این شخصیت برگرفته از تکواژ چندوجهی کلمات بِرین و انیاک، نام یکی از اولین رایانه‌های الکترونیکی همه منظوره است.
برینیاک معمولاً به شکل یک سایبورگ یا اندروید زیست فرازمینی، کچل و پوستی سبز رنگ به تصویر کشیده می‌شود. او پس از رسیدن به زمین شهرهای مختلفی از جمله متروپولیس را منقبض و کوچک کرد تا درون بطری جای گیرند و سپس بعدها از آن‌ها به قصد بازیابی جهان بی‌نامی که در گذشته بر آن حکومت می‌نمود استفاده کند. او اغلب توسط یک میمون فضایی به نام کولو همراهی می‌شد. برینیاک یکی از قدیمی‌ترین و بزرگترین دشمنان شخصیت ابرقهرمان سوپرمن به‌شمار می‌رود که مسئول سرقت و کوچک نمودن کاندور، پایتخت سیارهٔ مادری سوپرمن کریپتون است.

## توانایی‌ها و قدرت‌ها
برینیاک دارای ضریب هوشی سطح دوازدهم است که به او اجازه محاسبه، حافظه‌ای بهبود یافته، درک بسیار بالا از شاخهٔ مهندسی مکانیک، مهندسی زیستی، فیزیک، و دیگر علوم نظری و کاربردی، و همچنین دانشی گسترده از فناوری‌های متفاوت بیگانه‌ها و اختراع کردن را می دهد برای مقایسه و درک بهتر هوش این شخصیت، جمعیت کلی کره زمین در قرن بیستم هوشی در سطح ششم را تشکیل می‌دهند و جمعیت کلی انسان‌ها در قرن سی‌ویکم ضریب هوشی سطح نهم را خواهند داشت.
- از دیگر توانایی‌های برینیاک می‌توان به واسط مغز و رایانه (قدرتی که با آن آگاهی خود را به کامپیوتر و در برخی موارد شکل ارگانیک حیات منتقل می‌کند)، دورآگاهی، دورجنبی، تسخیر و مالکیت روح افراد و قدرت فیزیکی در حد رقابت با سوپرمن اشاره کرد. او همچنین از دستگاه‌های ویژه‌ای شامل کمربند میدان نیرو و اشعهٔ منقبض‌کننده برای کوچک نمودن شهرها استفاده می‌کند.

از نقاط ضعف برینیاک می‌توان به آسیب‌پذیری بالا نسبت به باکتری و امراض اشاره کرد.

## در دیگر رسانه
- در مجموعه تلویزیونی اسمالویل، جیمز مارسترز نقش این شخصیت را در فصل پنجم، هفتم و نیمه اول فصل هشتم بازی کرده‌است.
- برنیاک به عنوان هماورد اصلی فصل نخست سریال کریپتون با بازی بلیک ریتسون حضور داشته‌است.
- برنیاک در انیمیشن ماجراجویی‌های جدید سوپرمن با صداپیشگی کلیف اوونز شرکت کرده‌است.
- برنیاک با صداپیشگی کورِیی بورتون در انیمیشن سریالی سوپرمن، انیمیشن سریالی لیگ عدالت و انیمیشن سریالی لیگ عدالت نامحدود نیز حضور داشته‌است.
- برینیاک به عنوان کارت پشتیبان و حضوری تک‌جلوه در نسخه‌های آی‌اواس/اندروید بازی ویدئویی بی‌عدالتی: خدایان میان ما داشت.
- برینیاک در نقش هماورد اصلی و شخصیت قابل کنترل در بی‌عدالتی ۲، با صداپیشگی جفری کمبس حضور دارد.